# O filii et filiae

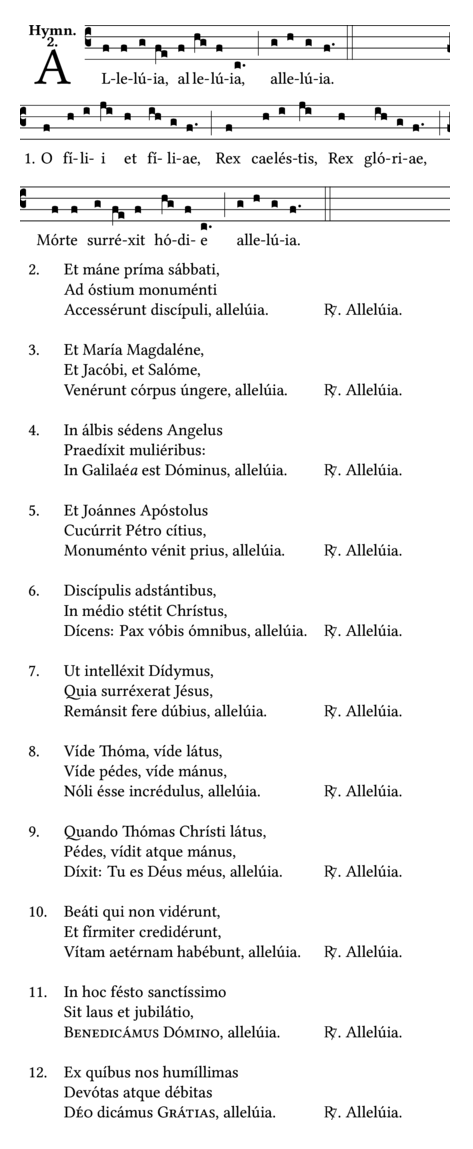
Text a notace hymnu (latinsky)

O filii et filiae je křesťanský velikonoční hymnus z 15. století. Autorem hymnu je františkán Jean Tisserand.

## Užití
Bývá užíván v rámci katolických bohoslužeb v době velikonoční.
Text latinského hymnu se od 15. století postupně vyvíjel do ustálené podoby v 19. století za přispění mnoha autorů, ze které byl poté překládán do různých jazyků.
Hymnus je součástí mnoha kancionálů, český jednotný kancionál ho uvádí pod číslem 411 (Zazpívej Církvi píseň chval).

## Slova
| 1. Zazpívej, církvi, píseň chval, Ježíš, náš vítěz; slávy Král, dnes ráno z hrobu vzkříšen vstal, aleluja. Ref::Aleluja, aleluja, aleluja. 2. Třetího dne za svítání zří přátelé Ježíšovi, tentam je kámen hrobový, aleluja. 3. A Magdalena Marie a Jákoba a Salome uctít šly tělo pohřbené, aleluja. 4. Tam v bílém rouchu anděl stál a zprávu hned jim zvěstoval, do Galileje Pán je zval, aleluja. 5. A přítel Páně svatý Jan i Petra cestou předbíhal, před prázdným hrobem v skále stál, aleluja. 6. Pak vzkříšený a živý Pán sbor přátel svých navštívil sám, zdraví je slovy: Pokoj vám! Aleluja. 7. Tam scházel Tomáš učedník, odmítá zprávě uvěřit, Ježíš i jemu dal se zřít, aleluja. 8. Hle údy mé, Tomáši, viz, nezdráhej se a přistup blíž, na rány mé si sáhnout smíš, aleluja. 9. Již Tomáš Pána poznává, otvírá k chvále ústa svá: můj Pán a Bůh můj, vyznává, aleluja. 10. Jsou blažení, kdo uvěří, co pouhým okem neuzří, těm království mé náleží, aleluja. 11. Ve svátky Páně vzkříšení vzdej chválu všechno stvoření, Ježíši, dárci spasení, aleluja. 12. Zajásej, církvi, písněmi, ať Bohu v nebi, na zemi zpěv díkůvzdání stále zní, aleluja. | 1. O fílii et fíliae, Rex caeléstis, Rex glóriae, morte surréxit hódie. Allelúia. Ref::Allelúia, allelúia, allelúia. 2. Et mane prima sábbati, ad óstium monuménti accessérunt discípuli. Allelúia. 3. Et María Magdaléne, et Jacóbi, et Salóme, venérunt corpus úngere. Allelúia. 4. In albis sedens Angelus, praedíxit muliéribus: In Galilaéa est Dóminus. Allelúia. 5. Et Joánnes Apóstolus cucúrrit Petro cítius, monuménto venit prius. Allelúia. 6. Discípulis adstántibus, in médio stetit Christus, dicens: Pax vobis ómnibus. Allelúia. 7. Ut intelléxit Dídymus, quia surréxerat Jesus, remánsit fere dúbius. Allelúia. 8. Vide, Thoma, vide latus, vide pedes, vide manus, noli esse incrédulus. Allelúia. 9. Quando Thoma Christi latus, pedes vidit atque manus, dixit: Tu es Deus meus. Allelúia. 10. Beáti qui non vidérunt, et fírmiter credidérunt, vítam aetérnam habébunt. Allelúia. 11. In hoc festo sanctíssimo sit laus et iubilátio, BENEDICAMUS DOMINO. Allelúia. 12. Ex quibus nos humílimas devótas atque débitas DEO dicámus GRATIAS. Allelúia. |